# Senda Berenson
Senda Berenson Abbott (19 de março de 1868 — 16 de fevereiro de 1954) foi uma pioneira no basquetebol feminino, autora do primeiro guia de basquetebol para mulheres. Ela foi incluída no Basketball Hall of Fame em 1 de julho de 1985, no Hall da Fama Judeu Internacional em 1987 e no Hall da Fama das Mulheres no Basquete em 1999.